# Монтейру (Бразилия)
Монтейру (порт. Monteiro) — муниципалитет в Бразилии, входит в штат Параиба. Составная часть мезорегиона Борборема. Входит в экономико-статистический микрорегион Карири-Осидентал. Население составляет 28 156 человек на 2006 год. Занимает площадь 986,370 км². Плотность населения — 28,5 чел./км².

## История
Город основан 28 июня 1872 года.

## Статистика
- Валовой внутренний продукт составляет 54 620 962,00 реалов (данные: Бразильский институт географии и статистики, на 2003 год).
- Валовой внутренний продукт на душу населения составляет 1954,87 реалов (данные: Бразильский институт географии и статистики, на 2003 год).
- Индекс развития человеческого потенциала составляет 0,603 (данные: Программа развития ООН, на 2000 год).

## География
Климат местности: полупустыня.